# Юл Антоній
Юл Антоній (43 — 2 роки до н. е.) — політичний діяч Римської імперії, консул 10 року до н. е., поет.

## Життєпис
Походив з роду нобілів Антоніїв. Син Марка Антонія, тріумвіра, та Фульвії. У 40 році до н. е. Фульвія померла, й Марк Антоній одружився з Октавією, сестрою майбутнього імператора Августа. Вона і займалася вихованням Юла Антонія у той час, як його батько керував східною частиною імперії. Після розлучення Марка Антонія з Октавією у 32 році до н. е. Юл залишився у будинку мачухи. Завдяки цьому він не постраждав після поразки та загибелі свого батька у війні з Августом у 30 році до н. е. і згодом набув великого авторитету в його оточенні.
У 21 році до н. е. Юл Антоній одружився з Клавдією Марцеллою Старшою, небогою Августа. Обіймав якусь жрецьку магістратуру з 15 року до н. е. У 13 році до н. е. отримав посаду претора. Під час своєї каденції в честь дня народження Октавіана Августа влаштував циркові ігри та святкування на Капітолії. У 10 році до н. е. став консулом разом з Африканом Фабієм Максимом. Як проконсул з 7 до 6 року до н. е. керував провінцією Азія.
У 2 році до н. е. Юл був звинувачений у перелюбстві з Юлією, донькою Августа, та підготовці державного заколоту. За повідомленням Веллея Патеркула, покінчив із собою, а згідно з Діоном Кассієм, був страчений.

## Творчість
Відрізнявся здібностями стосовно складання віршів, був знавцем поезії. З доробку Юла Антонія відомо лише про один твір — поему «Діомедія».

## Родина
Дружина — Клавдія Марцелла Старша
Діти:
- Юл Антоній
- Луцій Антоній